# Stenoterommata uruguai
Espèce
Stenoterommata uruguai est une espèce d'araignées mygalomorphes de la famille des Pycnothelidae.

## Distribution
Cette espèce est endémique de la province de Misiones en Argentine,.

## Description
La femelle holotype mesure 17,70 mm.
Le mâle décrit par Ferretti et Pompozzi en 2016 mesure 11,5 mm.

## Étymologie
Son nom d'espèce lui a été donné en référence au lieu de sa découverte, Arroyo Urugua-í.

## Publication originale
- Goloboff, 1995 : A revision of the South American spiders of the family Nemesiidae (Araneae, Mygalomorphae). Part 1: species from Peru, Chile, Argentina, and Uruguay. Bulletin of the American Museum of Natural History, no 224, p. 1-189 (texte intégral).